# كنيسة حوريب
الكنيسة المشيخية ومقبرة حوريب هي كنيسة مشيخية ومقبرة تاريخية تقع بالقرب من شارع إليزابيث، مقاطعة بلادين، ولاية كارولاينا الشمالية.
تم بناؤها في عام 1845م، وهي عبارة عن كنيسة على الطراز اليوناني بإطار رواق أمامي تمت إضافته في عام 1932م.[بحاجة لمصدر]